# ブレット・テイラー
ブレット・スティーブン・テイラー（Bret Steven Taylor、1980年 - ）は、アメリカのコンピュータプログラマーであり、起業家である。テイラーはGoogle マップを共同開発したチームを率いたこと、Meta（旧Facebook）の最高技術責任者（CTO）、イーロン・マスクによる買収以前のTwitter取締役会長、Salesforceの共同CEO（共同創業者マーク・ベニオフと共に）を務めたことで最もよく知られている。テイラーはまた、FriendFeedの創設者の一人であり、Quipの開発者でもある。2023年からは、OpenAIの会長とShopifyの取締役を務めている。

## 生い立ちと教育
テイラーは1980年にカリフォルニア州オークランドで生まれ、主にイーストベイで育った。1998年にカリフォルニア州ラファイエットにあるアカラネス高校を卒業した。その後スタンフォード大学に進学し、2002年にコンピュータサイエンスの学士号、2003年に修士号を取得した。

## キャリア
2003年、テイラーはGoogleにアソシエイトプロダクトマネージャーとして入社した。その後、Google マップの前身であるSearch by LocationやGoogle Localなどの機能を開発するチームを率いた。テイラーは2007年6月にGoogleを退社し、ベンチャーキャピタル企業Benchmark Capitalの起業家レジデンスとして参加した。そこで他の元Google社員数名と共にソーシャルネットワークウェブサイトFriendFeedを設立した。テイラーは2009年8月に会社がFacebookに推定5,000万ドルで買収されるまでFriendFeedのCEOを務めた。この買収により、FacebookはFriendFeedの「いいね！」ボタンを採用することになった。買収後、テイラーはFacebookに入社し、2010年にCTOに就任した。
2012年、テイラーはFacebookを退社し、Google Docsの競合製品であるQuipを設立した。Quipは2016年にSalesforceに買収された。同年、Twitterはテイラーを取締役会に任命したことを発表した。2021年には、Twitterの会長に就任した。2022年10月にイーロン・マスクによるTwitterの買収が行われ、取締役会全体が解散するまでその職に留まった。
2017年、テイラーはSalesforceの最高製品責任者に就任した。2年後、Salesforceの社長兼最高執行責任者(COO)に就任した。COOとして、テイラーは2021年に完了したSlack TechnologiesのSalesforceによる買収を主導した。また、SalesforceでCustomer 360と呼ばれるシステムの構築を主導し、同社でアソシエイトプロダクトマネージャープログラムを開始した。2021年11月、テイラーはSalesforceの副会長兼共同CEOに就任した。2022年11月30日、テイラーは2023年1月末にSalesforceの共同CEOと副会長を辞任することが発表された。2023年2月、彼は企業向け[人工知能]スタートアップSierraを共同設立した。
2023年11月、サム・アルトマン解任騒動の際、テイラーはグレッグ・ブロックマンの後任としてOpenAIの会長に就任した。また、2023年からShopifyの取締役も務めている。

## 私生活
テイラーは、Googleで働いていた時に出会ったカレン・パダム（Karen Padham）と2006年に結婚した。夫婦には3人の子供が居る。また、テイラーはスタンフォード大学のフットボールチームのファンである。父親、母親、姉もスタンフォード大学に通っていた。